# Storm of the Century (filme)
Storm of the Century (Brasil: A Tempestade do Século ) é um filme feito para a televisão produzido nos Estados Unidos em 1999, escrito por Stephen King e dirigido por Craig R. Baxley. Foi protagonizado por Colm Feore, Casey Siesmazcko, Tim Daly, Debrah Farentino e Jeffrey DeMunn. Ganhou vários prêmios Emmy em 1999.